# Qing Daga
Qing Daga (ur. 13 listopada 1996) – chiński judoka.
Uczestnik mistrzostw świata w 2018 i 2019. Startował w Pucharze Świata w latach 2012, 2014, 2015 i 2019. Brązowy medalista mistrzostw Azji w 2021, a także mistrzostw Azji Wschodniej w 2016 roku.